# Муксаломські дамби
Муксало́мські да́мби — дві штучні кам'яні дамби, збудовані між островами Соловецького архіпелагу у Білому морі.
Першою була збудована Мала дамба (65°01′09″ пн. ш. 36°00′34″ сх. д. / 65.01917° пн. ш. 36.00944° сх. д.) між островами Велика Муксалма та Мала Муксалма, у 1828 році. Велика дамба між островами Соловецький та Велика Муксалма була збудована через протоку Південні Залізні Ворота в 1860-их роках. Автором проекту та керівником робіт був селянин Холмогорського повіту Федір Соснін, який 1867 року постригся у монахи під іменем Феоктист. Новозбудована дамба називалась «Кам'яний міст». Обидві дамби складені з великих валунів без скріплюваного розчину і пролягають по найбільш мілким ділянкам моря. Спочатку дамби будувались не суцільними, мали дерев'яні перехідні мости, під якими мали змогу пропливати судна.
В 1890-их роках Велика дамба була удосконалена — замість дерев'яного мосту в ній було збудовано 3 арки для проходу морських баркасів. На початку 20 століття всю дамбу підвищили, з боків вона була скріплена металевими скобами та огороджена дерев'яним бар'єром. Висота дамби в середньому становить 4 м, що дало змогу захищатись від великих морських хвиль. Але за роки існування все-таки хвилі здійснюють свій негативний вплив, розмиваючи землю і залишаючи на її поверхні водорості, поступово підточується каміння в арках.

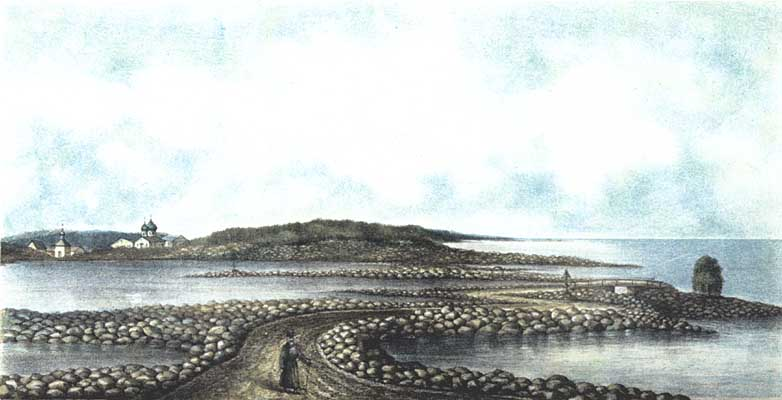
Велика дамба, гравюра 19 століття
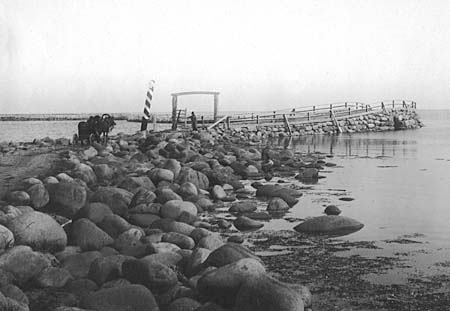
Велика дамба, початок 20 століття
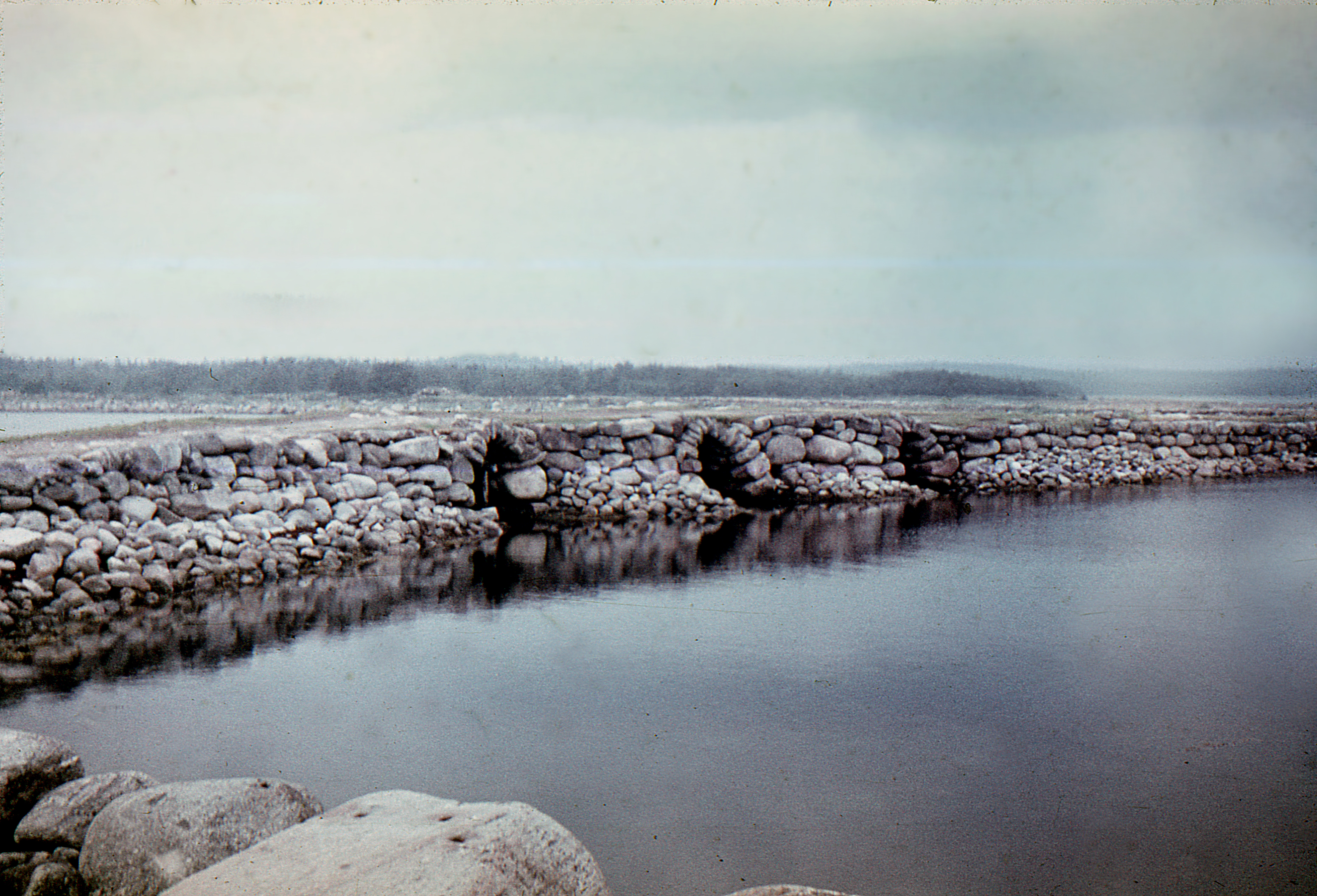
Велика дамба, 1972 рік
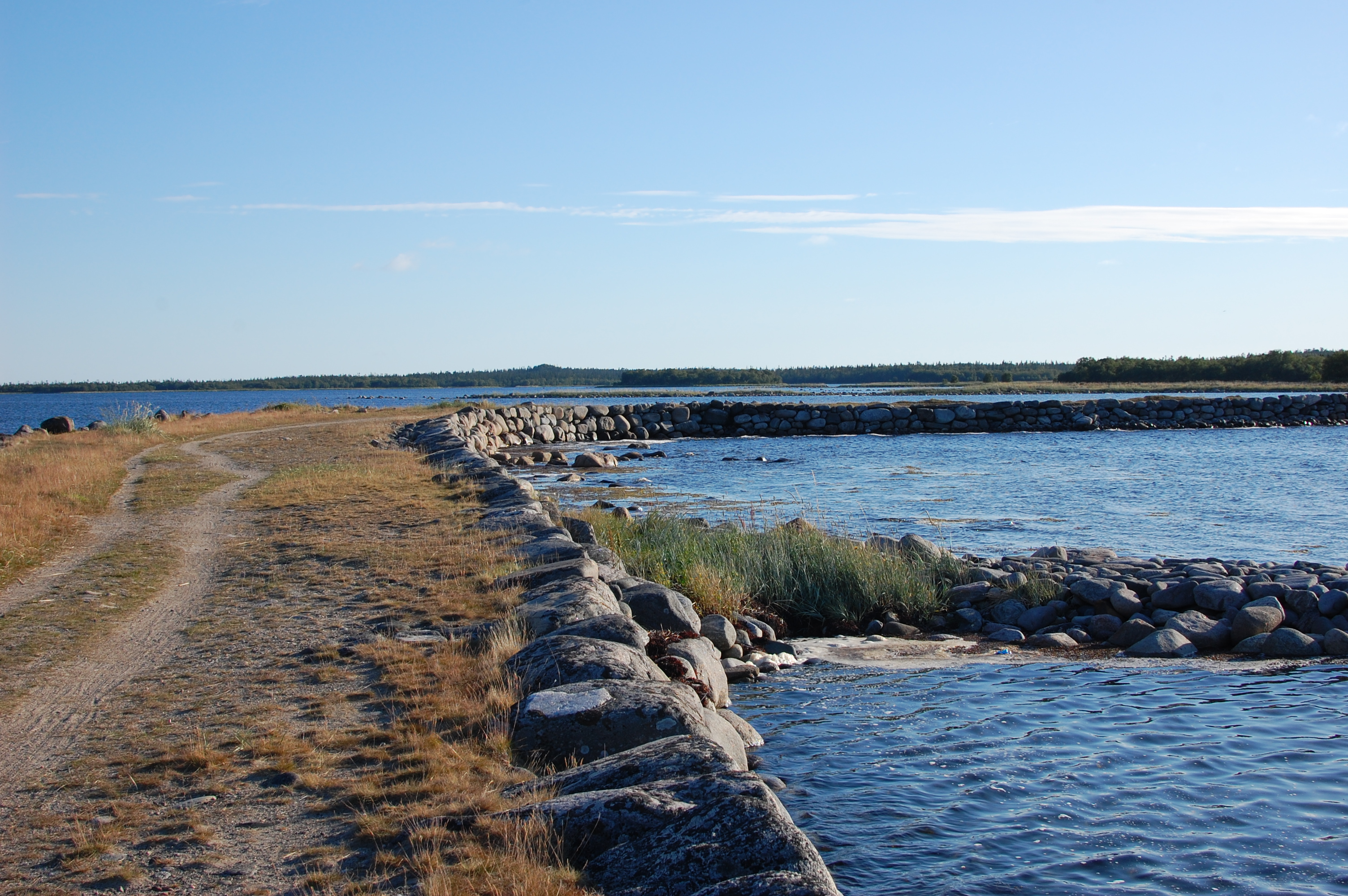
Велика дамба, вигляд зі сходу
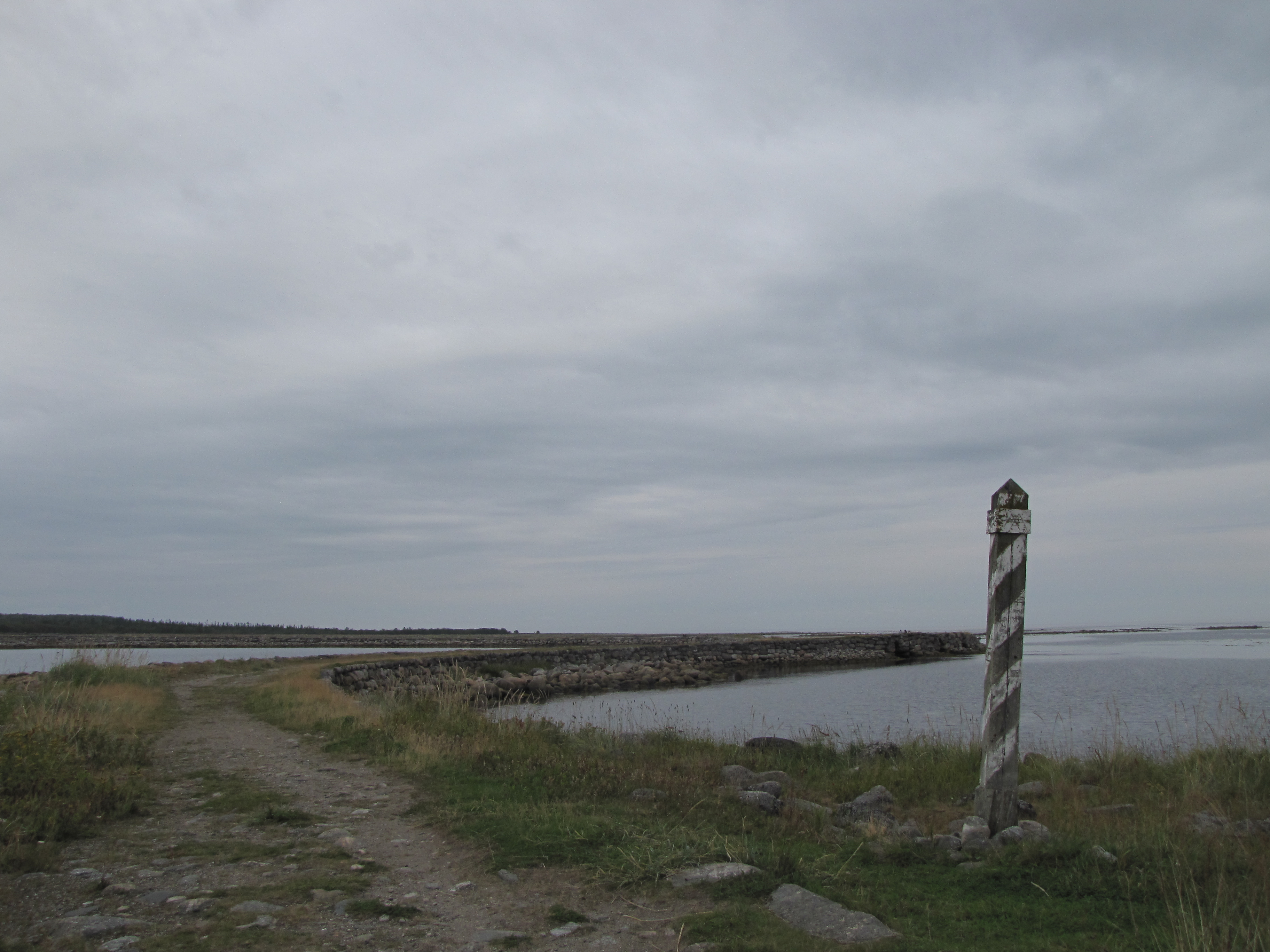
Велика дамба, вигляд із заходу
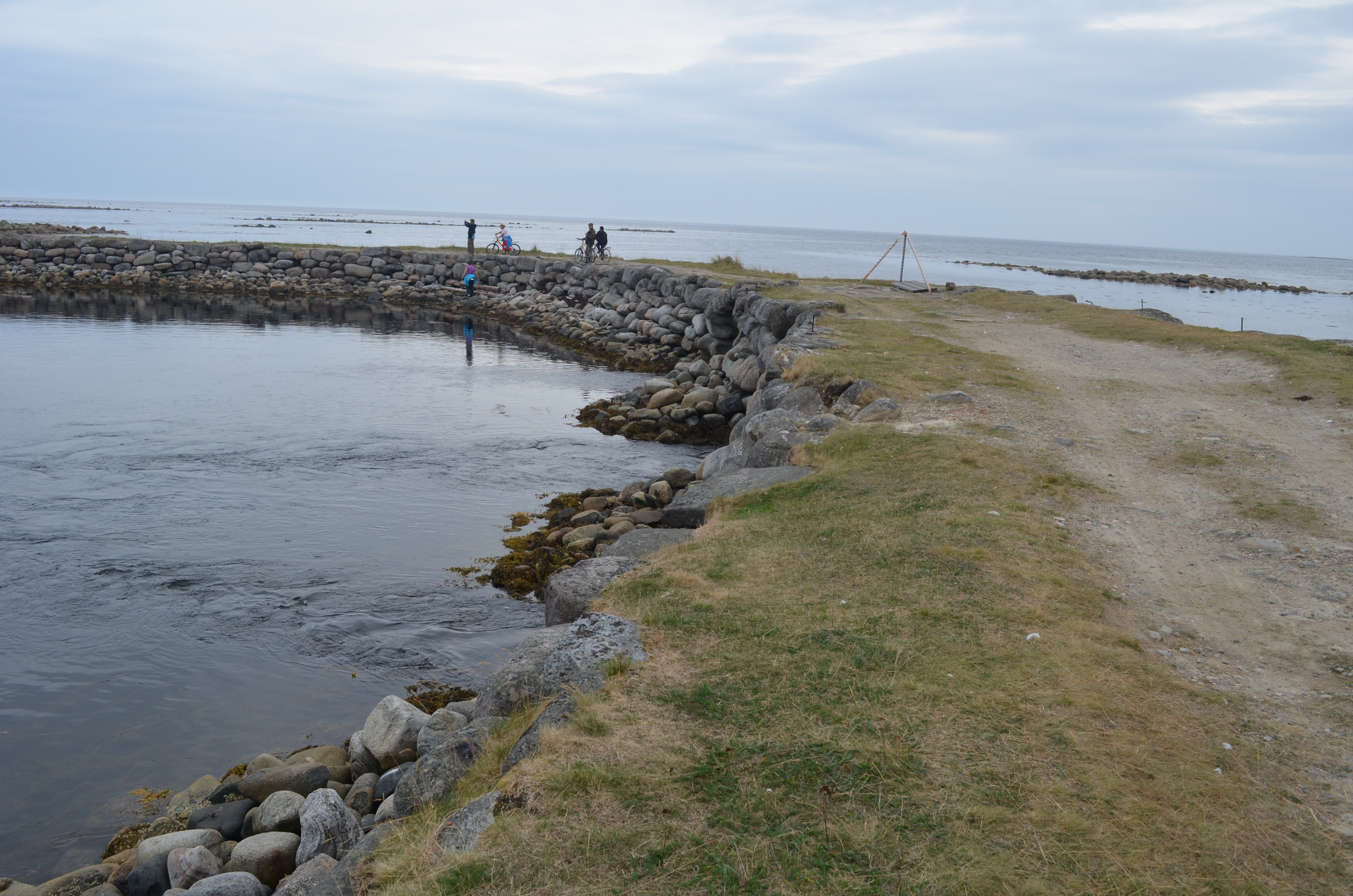
На Великій дамбі
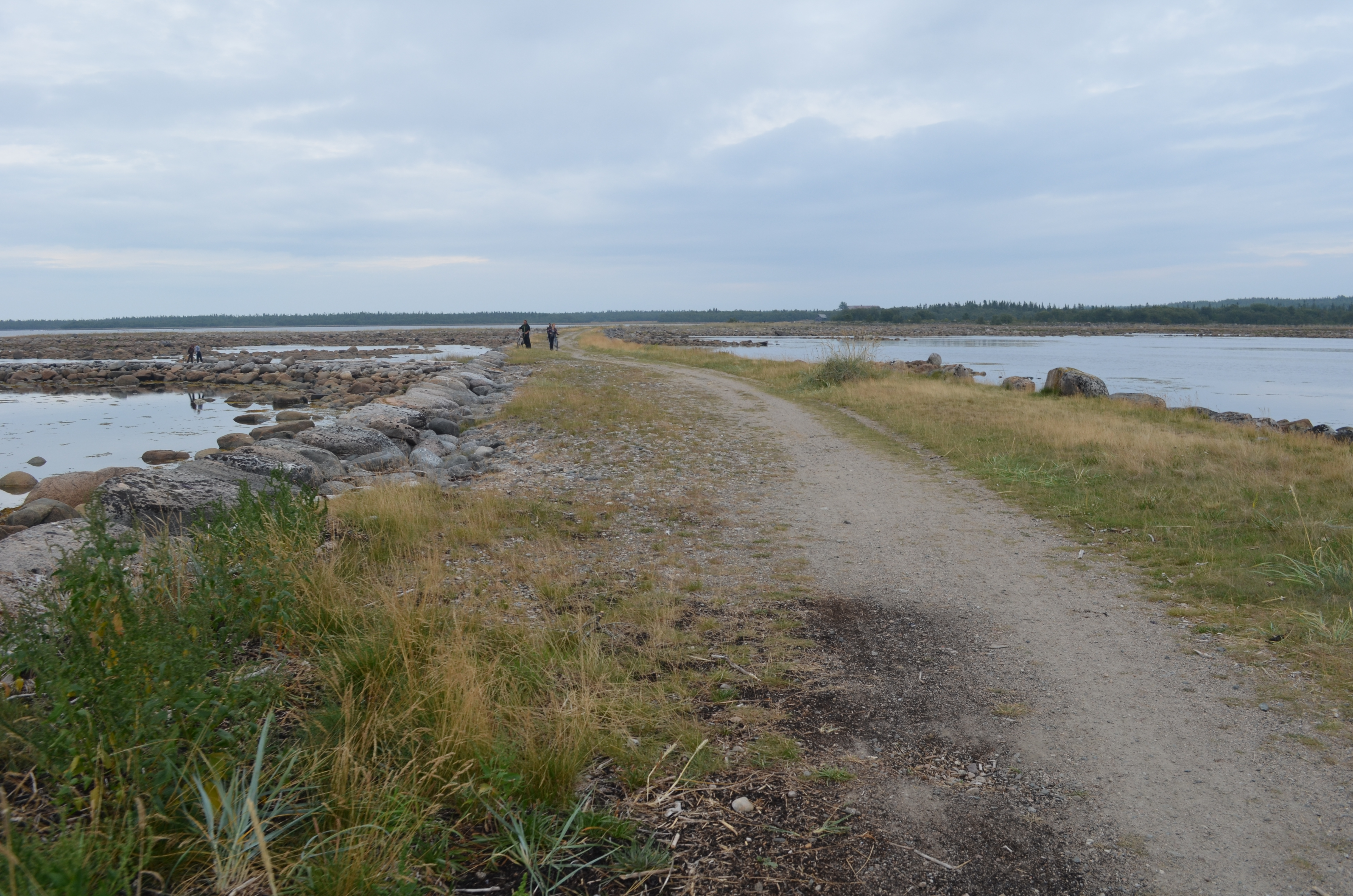
На Великій дамбі поблизу острова Велика Муксалма